# Giro dell'Appennino 2018
Il Giro dell'Appennino 2018, settantanovesima edizione della corsa, valevole come evento dell'UCI Europe Tour 2018 categoria 1.1 e della Ciclismo Cup 2018, si svolse il 22 aprile 2018 su un percorso di 194,8 km con partenza da Novi Ligure e arrivo a Genova, in Italia. La vittoria fu appannaggio dell'italiano Giulio Ciccone, il quale terminò il percorso in 4h52'54", alla media di 39,90 km/h, precedendo il portoghese Amaro Antunes e il connazionale Fausto Masnada.
Sul traguardo di Genova 90 ciclisti, su 113 partiti da Novi Ligure, portarono a termine la competizione.

## Squadre e corridori partecipanti
| N.    | Cod. | Squadra                         |
| ----- | ---- | ------------------------------- |
| 1-7   | ITA  | Italia                          |
| 11-17 | ANS  | Androni Giocattoli-Sidermec     |
| 21-27 | BRD  | Bardiani CSF                    |
| 31-37 | NIP  | Nippo-Vini Fantini-Europa Ovini |
| 41-47 | WIL  | Wilier Triestina-Selle Italia   |
| 51-57 | CCC  | CCC Sprandi Polkowice           |
| 61-67 | DMP  | Delko Marseille Provence KTM    |
| 71-77 | EUS  | Euskadi Basque Country-Murias   |
| 81-87 | GAZ  | Gazprom-RusVelo                 |

| N.      | Cod. | Squadra                       |
| ------- | ---- | ----------------------------- |
| 91-97   | BIC  | Biesse Carrera Gavardo        |
| 101-107 | AZT  | D'Amico Utensilnord           |
| 111-117 | DDC  | Dimension Data for Qhubeka CT |
| 121-127 | SMV  | Sangemini-MG.K Vis-Vega       |
| 131-137 | AMO  | Amore & Vita-Prodir           |
| 141-145 | RSW  | Team Felbermayr Simplon Wels  |
| 151-156 | VOL  | Team Vorarlberg Santic        |
| 161-166 | TSE  | Astana City                   |
| 171-175 | NCA  | Project Nice Côte d'Azur      |

## Ordine d'arrivo (Top 10)
| Pos. | Corridore         | Squadra    | Tempo    |
| ---- | ----------------- | ---------- | -------- |
| 1    | Giulio Ciccone    | Bardiani   | 4h52'54" |
| 2    | Amaro Antunes     | CCC        | s.t.     |
| 3    | Fausto Masnada    | Androni    | s.t.     |
| 4    | Francesco Gavazzi | Androni    | a 2'06"  |
| 5    | Davide Ballerini  | Androni    | s.t.     |
| 6    | Marco Canola      | Nippo      | s.t.     |
| 7    | Paolo Totò        | Sangemini  | s.t.     |
| 8    | Simone Andreetta  | Bardiani   | s.t.     |
| 9    | Alex Turrin       | Wilier     | s.t.     |
| 10   | Roland Thalmann   | Vorarlberg | s.t.     |